# ホワイトリカー
ホワイトリカーとは、製糖残渣の廃糖蜜を発酵させ、連続式蒸留器で得たエタノールに加水し、アルコール度数36度未満とした日本の酒税法における焼酎（主に焼酎甲類）を指す。無色透明で香りやクセもなく、純粋なエタノール水溶液に近い。
和製英語であり、英語の"White liquor"は別の意味（製紙業におけるパルプ材料の白液）になる（"white distilled liquor"という言い方であれば無色の蒸留酒という意味）。ウイスキーやブランデーなどの熟成蒸留酒を「ブラウンリカー」と呼び、これに対比させた呼称とみられる。
梅酒などの果実酒（リキュール）や、チューハイなど風味付けアルコール飲料の原材料として利用される。「ホワイトリカー」として販売される甲類焼酎の場合、いずれの用途においても高いアルコール度数が有利なことから（果実酒のエキス分浸出にはアルコール濃度が高い方が有利であり、またチューハイなど単純飲用ベースならアルコール度数は高い方がコストが安い）、市場では、法律上の上限一杯のアルコール度数35度で販売される製品が多い。
日本の税法上では「連続式蒸留焼酎（焼酎甲類）」を「ホワイトリカー(1)」と表示してもよい。また税法上では製法等がやや異なる、原料にコーンスターチなど精製された穀類由来物質を用いた「単式蒸留焼酎（焼酎乙類）」（アルコール度数45度以下）も「ホワイトリカー(2)」と表記してもよい。ホワイトリカー(2)も果実酒用・各種混和用として市販されている。ホワイトリカー(2)は癖が少ないとされる。
なお、消毒用アルコールには、上述のような発酵により製造されたものと、ナフサから化学合成されたものがどちらも使用されている（合成エタノールは酒や食品添加物などには利用できない）。

## 無色の蒸留酒

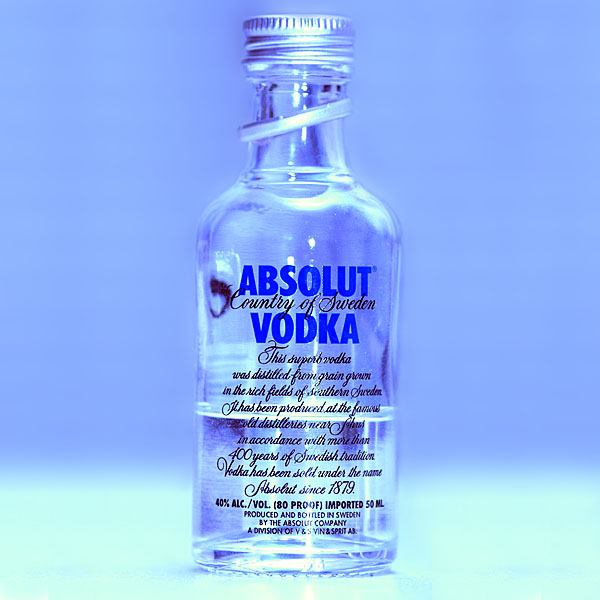
ウォッカ

1970年代アメリカ市場でウォッカの販売量がウイスキーを抜き「白色革命」と称されるなど、近年の蒸留酒市場では無色透明で樽香やピート香などのないもののシェアが大きい。
無色の蒸留酒のうちでアクアビット、ウォッカ、ソジュおよびラム酒のうちホワイトラムは、日本の「ホワイトリカー」（焼酎甲類）同様に無色でエタノール以外の香りは少ない。
いっぽう、キルシュヴァッサー、テキーラ、茅台酒などの白酒 (中国酒)、カシャッサ、ピスコ、オードヴィー、焼酎乙類、泡盛等は、エタノール以外の香りも強く、日本の「ホワイトリカー」とは少々異なる。